# Elecciones presidenciales de Rusia de 2012
Las elecciones presidenciales de Rusia de 2012 se celebraron el domingo 4 de marzo de 2012 para elegir al sucesor de Dmitri Medvédev como Presidente de Rusia. Por primera vez el presidente se elige para un período de seis años. El mandato anterior era de cuatro años.
El 30 de junio de 2011, el Presidente del Gobierno Vladímir Putin dijo que la campaña electoral de 2012 sería "sucia", al hablar en una conferencia regional de su partido Rusia Unida. En el Congreso de Rusia Unida en Moscú el 24 de septiembre de 2011, Dmitri Medvédev (Presidente de Rusia), propuso a su antiguo mentor como candidato a la presidencia en 2012, oferta que Putin aceptó. Putin ofreció inmediatamente a Medvédev encabezar las listas de Rusia Unida de cara a las elecciones legislativas de diciembre, propuesta que Medvédev aceptó. Todos los independientes tenían que registrarse antes del 15 de diciembre de 2011 y los candidatos por los partidos tuvieron que registrarse antes del 18 de enero de 2012. La lista final fue anunciada el 29 de enero. 
El expresidente Putin recibió el 63,6% de los votos asegurándose un tercer mandato en general. Los observadores de la Organización para la Seguridad y la Cooperación en Europa (OSCE) evaluaron la votación del día de las elecciones de manera positiva en general, pero evaluaron el recuento de votos de manera negativa en casi un tercio de los colegios electorales debido a irregularidades de procedimiento.

## Candidatos
Las siguientes personas presentaron documentos a la Comisión Electoral Central de Rusia (CEC) para ser registradas oficialmente como candidatos presidenciales.

### Candidatos registrados
Los siguientes candidatos fueron registrados con éxito por la CEC, los candidatos se enumeran en el orden en que aparecen en la cédula de votación (orden alfabético en ruso):
| Candidato y partido           | Candidato y partido | Candidato y partido | Cargos u oficios                                                | Campaña |
| ----------------------------- | ------------------- | ------------------- | --------------------------------------------------------------- | ------- |
| Mijaíl Prójorov Independiente |                     |                     | Líder la Causa Justa (2011)                                     |         |
| Serguéi Mirónov Rusia Justa   |                     |                     | Diputado de la Duma Estatal Líder de Rusia Justa                |         |
| Guennadi Ziugánov PCFR        |                     |                     | Líder del Partido Comunista de la Federación Rusa               |         |
| Vladímir Putin Rusia Unida    |                     |                     | Presidente de Rusia (1999-2008)                                 |         |
| Vladímir Zhirinovski PLDR     |                     |                     | Diputado de la Duma Estatal Líder del Partido Liberal-Demócrata |         |

## Sondeos de urna

### VTSIOM
Según el sondeo a pie de urna del Centro de estudios de la opinión pública de toda Rusia (VTSIOM, ВЦИОМ), Vladímir Putin consigue el 58,3% de los votos, Guennadi Ziugánov obtiene el 17,7%, Mijaíl Prójorov queda en tercer lugar con 9,2%.

### FOM
Según el sondeo del Fondo de Opinión Pública (FOM), Putin consigue el 59,3% de los votos, Ziugánov 18,2%, Prójorov 9,6%, Vladímir Zhirinovski 7,4%, Serguéi Mironov 4,3%.

## Resultados
| Candidatos                                                                                  | Partido                   | Votos       | %       |
| ------------------------------------------------------------------------------------------- | ------------------------- | ----------- | ------- |
| Vladímir Putin                                                                              | Rusia Unida               | 45.602.075  | 64.35%  |
| Guennadi Ziugánov                                                                           | Partido Comunista         | 12.318.353  | 17.38%  |
| Mijaíl Prójorov                                                                             | Independiente             | 5.722.508   | 8.08%   |
| Vladímir Zhirinovski                                                                        | Partido Liberal-Demócrata | 4.458.103   | 6.29%   |
| Serguéi Mirónov                                                                             | Rusia Justa               | 2.763.935   | 3,90%   |
| Votos válidos                                                                               | Votos válidos             | 70.864.974  | 98,83%  |
| Votos inválidos                                                                             | Votos inválidos           | 836.691     | 1,17%   |
| Votos emitidos                                                                              | Votos emitidos            | 71.701.665  | 100,00% |
| Registrados/Participación                                                                   | Registrados/Participación | 109.610.812 | 65,27%  |
| Fuente: Comisión Central Electoral Rusa Archivado el 9 de marzo de 2015 en Wayback Machine. |                           |             |         |

## Encuestas
| Fecha                 | Encuestadora | Putin | Ziugánov | Mirónov | Zhirinovski | Prójorov | No sabe | No votaría |
| --------------------- | ------------ | ----- | -------- | ------- | ----------- | -------- | ------- | ---------- |
| 19 de febrero de 2012 | VTSIOM       | 53,2% | 10,8%    | 4,3%    | 8,9%        | 5,6%     | 7,8%    | 8,0%       |
| 12 de febrero de 2012 | VTSIOM       | 54,7% | 9,2%     | 5,0%    | 8,0%        | 5,8%     | 8,1%    | 8,4%       |
| 5 de febrero de 2012  | VTSIOM       | 53,3% | 10,3%    | 3,3%    | 8,2%        | 4,6%     | 9,8%    | 9,8%       |
| 28 de enero de 2012   | VTSIOM       | 51,7% | 8,3%     | 4,3%    | 7,4%        | 4,1%     | 11,7%   | 10,1%      |

## Observación de las elecciones

### Cámaras web
Casi todos los colegios electorales fueron provistos de dos cámaras web que el día de las elecciones transmitían en directo a través del sitio web webvybory2012.ru y grababan todo lo ocurrido cerca de la urna y la comisión electoral. En total se instalaron alrededor de 182.800 cámaras en 91.400 colegios electorales.

### Observadores internacionales
Los observadores internacionales independientes no detectaron infracciones graves, y reconocieron la correspondencia de estas elecciones con los estándares internacionales.

## Infracciones
Según la Comisión Electoral Central de la Federación de Rusia, los resultados de las elecciones en el colegio electoral 1402 en Daguestán serán anulados al detectarse mediante las cámaras web indicios de introducción fraudulenta de votos.